# Петро Кузмяк
Петро Кузмяк (1816, Страняни, Австрійська імперія (нині район Стара Любовня , Пряшівський край, Словаччина) — 13 січня 1900, с. Руський Крстур (нині в громаді Кула , Західно-Бацький округ, Воєводіна, Сербія) — русинський педагог, поет, діяч русинської культури.

## Біографія

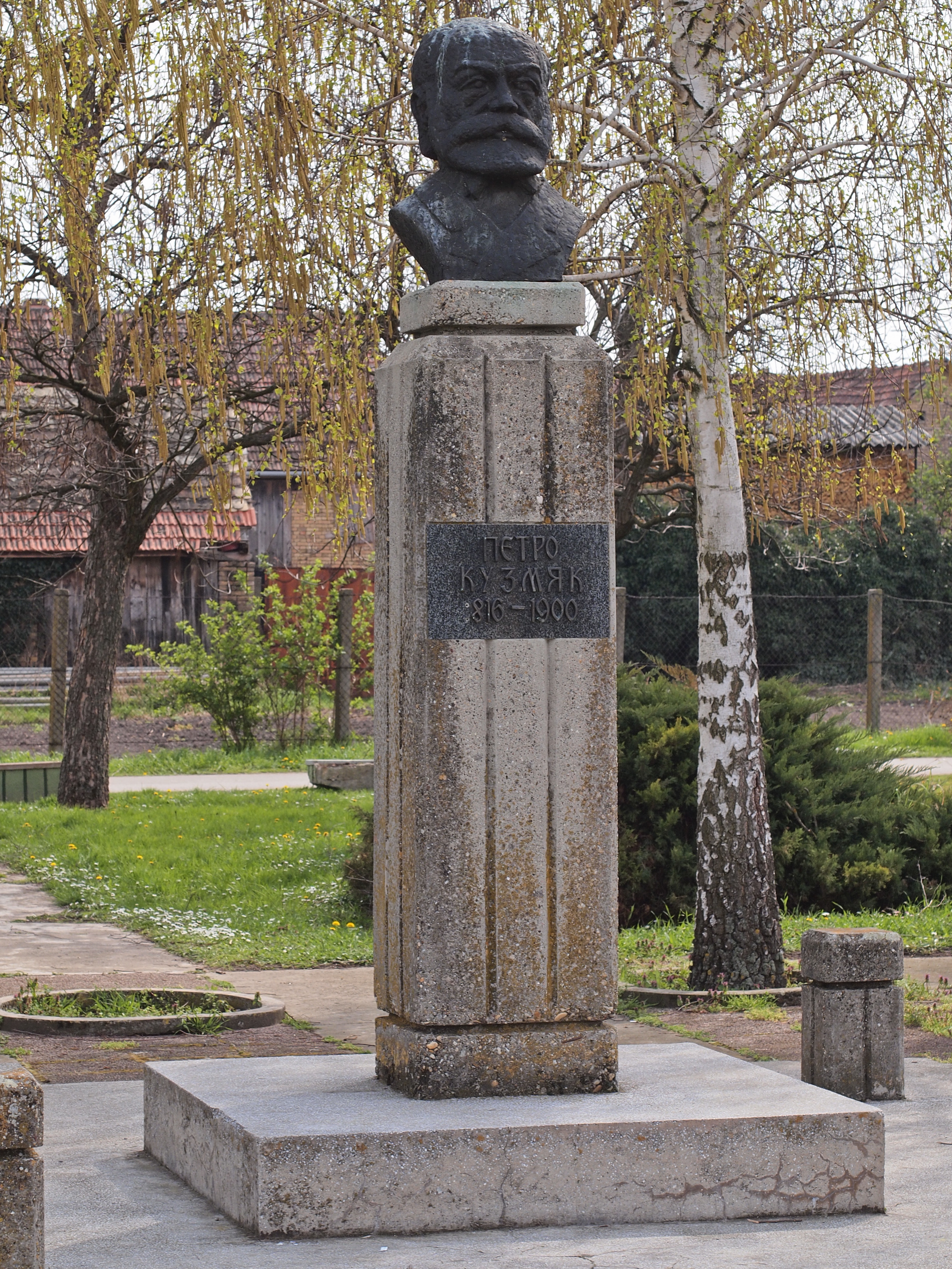
Пам'ятник-бюст Петра Кузмяка в с. Руський Керестур

Закінчив школу в рідному селі, вчився в Подолінці і Дебрецені. Через фінансові проблеми не зміг продовжувати навчання і вступив в монастир в Мукачеві.
Деякий час відвідував педагогічні курси в Ужгороді. Вивчав педагогіку, філософію, богослов'я. Пройшов новіціат. У 1838 році втік з монастиря. Вчителював у с. Шамброн. У 1841—1849 роках працював викладачем і нотаріусом в с. Якубян (нині район Стара Любовня, Пряшівський край, Словаччина).
Учасник революції 1848 року. Коли для приборкання повсталих російська армія вступила в Закарпаття, П. Кузмяк був заарештований.
У травні 1855 року обійняв місце головного вчителя конфесійної школи в с. Руський Керестур. Володів російською, старослов'янською, латинською, угорською та німецькою мовами. Працював учителем до 1892 року.
За свою роботу як педагог часто отримував подяки церковних і державних шкільних властей.
Маючи багатодітну сім'ю, жив в бідності.
Помер 13 січня 1900 р в с. Руський Керестур, де і похований.

## Творчість
Відомий як русинський поет, автор віршів («Прілетїла зозуленка», «Співай жайвороночку»).

## Пам'ять
- Гімназія в с. Русский Крстур носить його ім'я. Гімназія імені Петра Кузмяка є єдиною в світі, де надається можливість отримання середньої освіти русинською мовою (бачванським діалектом)[1]. Більшість громадських і культурних діячів русинської громади в країні є випускниками Крстурской школи, вона ж постачає основну масу студентів кафедр русинської мови та літератури[2]
- В с. Русский Крстур встановлений бюст Петра Кузмяка.